# بيتي كلوني
بيتي كلوني (بالإنجليزية: Betty Clooney)‏ هي مغنية أمريكية، ولدت في 12 أبريل 1931 في مايسفيل في الولايات المتحدة، وتوفيت في 5 أغسطس 1976 في لاس فيغاس في الولايات المتحدة بسبب أم الدم داخل القحف.

## وصلات خارجية
- بيتي كلوني على موقع IMDb (الإنجليزية)
- بيتي كلوني على موقع ميوزك برينز (الإنجليزية)
- بيتي كلوني على موقع قاعدة بيانات الفيلم (الإنجليزية)